# Carrozzeria Scaglietti
Die Carrozzeria Scaglietti war ein 1951 von Sergio Scaglietti gegründeter italienischer Automobildesign- und Karosseriebaubetrieb für Supersportwagen mit Sitz in Maranello.
Seit 1977 gehört Scaglietti zu Ferrari. Die Fertigung findet heute nicht mehr in Maranello, sondern in einem neuen Werk in Modena statt.

## Geschichte
Scaglietti fertigte in den 1950er und 1960er Jahren zahlreiche Aluminiumkarosserien überwiegend für Ferrari. 1955 ließ sich auch der Filmregisseur Roberto Rossellini die Spider-Karosserie seines Ferrari 375 Mille Miglia von Scaglietti zu einem außergewöhnlichen Coupé umbauen. Das Fahrzeug befindet sich aktuell in der Sammlung des ehemaligen Microsoft-Chefs Jon Shirley. Unter anderem fertigte Scaglietti auch die Karosserie des BMW 3200 Michelotti Vignale, den Zusammenbau der Fahrzeuge übernahm die damals in Turin ansässige Carrozzeria Vignale.
Der von Pininfarina gestaltete Ferrari 612 Scaglietti aus dem Jahr 2004 wurde zu Ehren Sergio Scagliettis mit dem Namenszusatz „Scaglietti“ versehen.

## Entworfene Fahrzeuge (Auswahl)
| Jahr | Fahrzeug                            | Bild |
| ---- | ----------------------------------- | ---- |
| 1955 | Ferrari Scaglietti-500-Mondial      |      |
| 1956 | Ferrari 860 Monza Spider Scaglietti |      |
| 1958 | Ferrari 250 Testa Rossa             |      |
| 1959 | Ferrari 290MM                       |      |
| 1962 | Ferrari 250 GTO                     |      |